# Checking out of London
Checking out of London is een studioalbum van John Hackett. Het is opgenomen in zijn eigen Hacktracks geluidsstudio in Sheffield, Map Studio in Londen en in Magick Nuns in Hampshire. Achter de knoppen zaten Nick Magnus, John Hackett zelf en Roger King. Die laatste is een lid van de band rondom broer Steve Hackett, die ook op dit plaatje van zich laat horen. 
Hackett verliet met dit album (tijdelijk) den klassiekachtige muziek voor de progressieve rock. Zijn hoofdinstrument de dwarsfluit is op dit album niet te horen; hij trad hier meer naar voren als (bas-)gitarist. Andreas Lauer constateerde bij Genesis-news, dat John een betere zanger is dan broer Steve. De muziek schuurt hier en daar tegen de muziekalbums van broer Steve Hackett aan (albums Defector en Cured)

## Musici
- John Hackett- zang, gitaar, basgitaar, toetsinstrumenten

Met medewerking van:
- Steve Hackett – gitaar op Late trains, Headlights, Ego & Id., More en mondharmonica op The hallway and the pram
- Nick Magnus – toetsinstrumenten en elektronisch slagwerk
- Tony Patterson – zang op Dreamtown, Ego & Id. en Whispers; achtergrondzang op alle tracks behalve DNA. (Patterson was zanger van Genesis-coverband Regenesis

## Muziek
Alle muziek van John Hackett, teksten van Nick Clabburn, behalve waar aangegeven

| Nr. | Titel                                   | Duur |
| --- | --------------------------------------- | ---- |
| 1.  | Late trains                             | 4:42 |
| 2.  | The hallway and the pram                | 4:13 |
| 3.  | Ego & Id.                               | 4:00 |
| 4.  | DNA (Muziek van John Hackett, Clabburn) | 4:13 |
| 5.  | Fantasy                                 | 2:54 |
| 6.  | Dreamtown                               | 5:18 |
| 7.  | Headlights                              | 4:05 |
| 8.  | Winter                                  | 3:54 |
| 9.  | Whispers                                | 3:46 |
| 10. | More                                    | 5:48 |
| 11. | Dust (tekst van John Hackett)           | 4:02 |
| 12. | Checking out of London                  | 2:40 |